# Ronny Bruckner
Yaron Bruckner, ook gekend als Ronny Bruckner, (Brussel, 31 maart 1957 - Israël, 4 augustus 2013) was een Belgisch ondernemer.

## Biografie

### Carrière
Ronny Bruckner studeerde economie aan de Université libre de Bruxelles en begon zijn carrière bij Zidav, gespecialiseerd in handelssamenwerkingen met Roemenië, Polen en Joegoslavië.
In 1981 richtte hij zijn eigen holding op, vandaag als Eastbridge gekend. Hij was met zijn onderneming in verschillende sectoren in Europa en de Verenigde Staten actief. Het nam via dochteronderneming Cresida Investments in 2010 een belang van 25% in vastgoedgroep Immobel. Daarnaast bezat hij via Eastbridge een uitgebreid portfolio residentieel vastgoed in New York en Polen en was hij in Oost-Europa de groep EM&F actief in winkelketens en taalscholen.
In 2011 werd Bruckner namens aandeelhouder Cresida Investments aandeelhouder en bestuurder van verzekeraar Ageas, een mandaat dat hij tot zijn overlijden in 2013 bekleedde. Hij trok zijn belang in Ageas meermaals op. Zijn dochter Davina was ook bestuurder van Ageas en eveneens van Immobel.

### Filantropie
In 1996 richtte Bruckner Poland for Europe op, om het Pools lidmaatschap van de Europese Unie te promoten. Hij was voorzitter tot 2000.
Vanaf de oprichting door Jacques Attali in 1998 was hij voorzitter van PlaNet Finance, een non-profitorganisatie met als doel armoede te bestrijden door microfinanciering.
Bruckner was lid van Friends of Musica Mundi, een initiatief om jonge muzikanten te ondersteunen. Hij was ook sponsor van het Festival de Musique in Menton in Frankrijk.